# Juan Carlos Toja
Juan Carlos Toja Vega (Bogotà, 24 maggio 1985) è un ex calciatore colombiano, di ruolo centrocampista.